# Leoparden
Leoparden (originaltitel: Il Gattopardo) er en italiensk film fra 1963, instrueret af Luchino Visconti. Filmen bygger på Giuseppe Tomasi di Lampedusas roman af samme navn fra 1956 og beskriver det sicilianske aristokratis undergang. Filmen har eksisteret i forskellige versioner mellem 151 og 205 minutters længde.